# Zalepidota reticulata
Zalepidota reticulata är en tvåvingeart som först beskrevs av Ephraim Porter Felt 1915.  Zalepidota reticulata ingår i släktet Zalepidota och familjen gallmyggor.
Artens utbredningsområde är Guatemala. Inga underarter finns listade i Catalogue of Life.